# Protolysegrad
Hydronolysegrad, protolysegrad eller dissociationsgrad er betegnelsen for hvor meget af en syre i opløsning der er omdannet til dens korresponderende base. En syre der opløses i vand vil afgive en eller flere hydroner (dissociation), hvorved syren bliver til sin korresponderende base.
Protolysegraden betegnes med α, og defineres på følgende måde:
α = {\displaystyle {\frac {[B]}{c_{s}}}}
hvor [B] er den aktuelle koncentration af syrens korresponderende base, og cs er den formelle koncentration af syren.
For en stærk syre gælder det, at α er tæt på 1, mens det for meget svage syrer gælder, at α er tæt på 0. Dvs. at stærke syrer i realiteten er fuldstændig dissocieret; der er ikke noget (eller meget lidt) af syren der findes på syreform.
Ud fra Ostwalds fortyndingslov der er givet ved:
Ks = cs · {\displaystyle {\frac {\alpha ^{2}}{1-\alpha }}}
kan det deduceres at protolysegraden bliver større, hvis syreopløsningen fortyndes.
Hvis Ks og cs er kendt, kan man ved hjælp af Ostwalds fortyndingslov udregne α. Det er dog lettere at benytte følgende ligning, såfremt [H3O+] er kendt:
α = {\displaystyle {\frac {[H_{3}O^{+}]}{c_{s}}}}
 Der er for få eller ingen kildehenvisninger i denne artikel, hvilket er et problem. Du kan hjælpe ved at angive troværdige kilder til de påstande, som fremføres i artiklen.

| Kemi | Spire Denne artikel om kemi er en spire som bør udbygges. Du er velkommen til at hjælpe Wikipedia ved at udvide den. |